# Lee County (Kentucky)
Lee County ist ein County im Bundesstaat Kentucky der Vereinigten Staaten. Das U.S. Census Bureau hat bei der Volkszählung 2020 eine Einwohnerzahl von 7395 ermittelt.
Der Verwaltungssitz (County Seat) ist Beattyville, das nach Samuel Beatty benannt wurde, einem frühen Siedler in diesem Gebiet. Das County gehört zu den Dry Countys, was bedeutet, dass der Verkauf von Alkohol eingeschränkt oder verboten ist.

## Geographie
Das County liegt im mittleren Osten von Kentucky und hat eine Fläche von 547 Quadratkilometer, wovon vier Quadratkilometer Wasserfläche sind. Es grenzt im Uhrzeigersinn an folgende Countys: Powell County, Wolfe County, Breathitt County, Owsley County, Jackson County und Estill County.

## Geschichte
Lee County wurde am 29. Januar 1870 als 115. County in Kentucky aus Teilen des Breathitt County, Estill County, Owsley County und Wolfe County gebildet. Benannt wurde es nach Robert Edward Lee, dem kommandierenden General der Konföderierten im Amerikanischen Bürgerkrieg oder nach dem Lee County in Virginia. Die erste Bezirkshauptstadt war bis 1872 Proctor. Danach wurde Taylor's Landing in Beattyville umbenannt und zum neuen Sitz der Countyverwaltung gewählt.
Insgesamt sind neun Bauwerke und Stätten des Countys im National Register of Historic Places eingetragen (Stand 9. Oktober 2017).

## Demografische Daten
Nach der Volkszählung im Jahr 2000 lebten im Lee County 7.916 Menschen in 2.985 Haushalten und 2.122 Familien. Die Bevölkerungsdichte betrug 15 Einwohner pro km². Ethnisch betrachtet setzte sich die Bevölkerung zusammen aus 95,10 Prozent Weißen, 3,79 Prozent Afroamerikanern, 0,28 Prozent amerikanischen Ureinwohnern, 0,10 Prozent Asiaten, 0,01 Prozent Bewohnern aus dem pazifischen Inselraum und 0,06 Prozent aus anderen ethnischen Gruppen; 0,66 Prozent stammten von zwei oder mehr Ethnien ab. 0,37 Prozent der Bevölkerung waren spanischer oder lateinamerikanischer Abstammung.
Von den 2.985 Haushalten hatten 32,6 Prozent Kinder und Jugendliche unter 18 Jahre, die bei ihnen lebten. 54,8 Prozent waren verheiratete, zusammenlebende Paare, 12,8 Prozent waren allein erziehende Mütter, 28,9 Prozent waren keine Familien, 26,6 Prozent waren Singlehaushalte und in 11,8 Prozent lebten Menschen im Alter von 65 Jahren oder darüber. Die Durchschnittshaushaltsgröße betrug 2,41 und die durchschnittliche Familiengröße lag bei 2,91 Personen.
Auf das gesamte County bezogen setzte sich die Bevölkerung zusammen aus 22,7 Prozent Einwohnern unter 18 Jahren, 9,0 Prozent zwischen 18 und 24 Jahren, 30,3 Prozent zwischen 25 und 44 Jahren, 23,6 Prozent zwischen 45 und 64 Jahren und 14,3 Prozent waren 65 Jahre alt oder darüber. Das Durchschnittsalter betrug 37 Jahre. Auf 100 weibliche Personen kamen 109,4 männliche Personen. Auf 100 Frauen im Alter von 18 Jahren alt oder darüber kamen statistisch 111,8 Männer.
Das jährliche Durchschnittseinkommen eines Haushalts betrug 18.544 USD, das Durchschnittseinkommen der Familien betrug 24.918 USD. Männer hatten ein Durchschnittseinkommen von 25.930 USD, Frauen 19.038 USD. Das Prokopfeinkommen betrug 13.325 USD. 25,2 Prozent der Familien und 30,4 Prozent der Bevölkerung lebten unterhalb der Armutsgrenze. Davon waren 41,0 Prozent Kinder oder Jugendliche unter 18 Jahre und 22,9 Prozent waren Menschen über 65 Jahre.

## Orte im County
- Airedale
- Arvel
- Athol
- Beattyville
- Belle Point
- Canyon Falls
- Congleton
- Cressmont
- Delvinta
- Enoch
- Fillmore
- Fixer
- Greeley
- Heidelberg
- Ida May
- Leeco
- Lone
- Lower Buffalo
- Maloney
- Monica
- Mount Olive
- Old Landing
- Pinnacle
- Primrose
- Proctor
- Saint Helens
- Standing Rock
- Tallega
- Vada
- White Ash
- Williba
- Willow
- Yellow Rock
- Zachariah
- Zoe